# سيبيمفيرت
سيبيمفيرت إيه جيه هي شركة بناء سفن ألمانية، تقع في بريمرهافن عند مصب نهر فيسر. تأسست عام 1876 وأصبحت فيما بعد واحدة من الشركات الرائدة في مجال بناء السفن في المنطقة.

## التاريخ
تأسست الشركة في عام 1876 في بريمرهافن من قبل جورج سيبيك (1845-1928)الذي ولد في فيسر. أسس جورج سيبيك ورشة صغيرة لتجهيز المعادن في عام 1876 في Geestemünde، وهي جزء من مدينة بريمرهافن. في عام 1879 تم بناء أول سفينة صغيرة.
خلال الحرب العالمية الثانية، بنت الشركة 16 غواصة من الفئة التاسعة للبحرية الألمانية كريغسمارينه.

## روابط خارجية
- بعض تاريخ Seebeckwerft
- خطط روس الثأر - MS Freyr Build في Seebeckwerft